# Tomba di Geta
Il sepolcro di Geta, citato anche come tomba di Geta, è un monumento sepolcrale della Roma antica situato sulla via Appia antica. Attribuito nella tradizione popolare a Geta, figlio di Settimio Severo e Giulia Domna e fratello di Caracalla, si presenta nel solo edificio interno in calcestruzzo, spogliato in quella che doveva essere la sua originaria ricopertura in blocchi di marmo.

## Descrizione
Il monumento funebre è situato sulla via Appia Antica all'altezza dell'attraversamento del fiume Almone. L'edificio è a base quadrangolare e doveva presentare originariamente più livelli sovrapposti decrescenti verso l'alto. Oggi è visibile solo la parte inferiore in calcestruzzo del nucleo della struttura, sormontata da una piccola costruzione risalente al tardo medioevo. Sulla superficie dei resti sono ancora riconoscibili i segni degli alloggi funzionali al sostegno delle lastre marmoree che rivestivano il monumento.
La tomba, tradizionalmente attribuita a Geta, viene descritta dal biografo Elio Sparziano come una struttura simile al Settizonio collocato presso il Palatino. Non tutti gli studiosi concordano nel riconoscere in questa struttura il monumento descritto da Sparziano; stando a quanto afferma Ashby Geta, infatti, sarebbe stato sepolto nel Mausoleo di Adriano insieme a Settimio Severo e Caracalla.